# Tanakaea radicans
Tanakaea radicans là một loài thực vật có hoa trong họ Saxifragaceae. Loài này được Franch. & Sav. miêu tả khoa học đầu tiên năm 1878.